# Lost Records: Bloom & Rage
Lost Records: Bloom & Rage é um jogo de aventura desenvolvido pela Don't Nod Montréal e publicado pela Don't Nod. O jogo apresenta quatro ex-amigas; Nora, Autumn, Kat e Swann, que se reencontram após 27 anos. Foi anunciado no The Game Awards 2023 e foi lançado em duas partes, com a Parte 1 sendo lançada em 18 de fevereiro de 2025 e a Parte 2 sendo lançada em 18 de março. O jogo foi lançado para Microsoft Windows, Xbox Series X/S e PlayStation 5.

## Jogabilidade
O jogo se passa na cidade fictícia de Velvet Cove, em Michigan, e apresenta quatro ex-amigas; Nora, Autumn, Kat e Swann, que se reencontram após 27 anos. Os jogadores terão que jogar o jogo para descobrir o motivo do reencontro, pois é "parte da recriação da história com escolhas e consequências", de acordo com o diretor criativo Michel Koch. Ao contrário de muitos outros jogos baseados em narrativas com um conjunto de personagens principais, Bloom & Rage terá apenas um personagem jogável. Koch disse que a decisão foi tomada porque ter perspectivas mudando entre os personagens pode causar uma desconexão para os jogadores "do que está acontecendo na tela."

## Premissa
O verão mágico de 1995 é um verão de autodescoberta e criação de laços inquebráveis para as amigas do ensino médio Swann, Nora, Autumn e Kat. 27 anos sem contato depois, o destino as reúne para confrontar o segredo há muito enterrado que as fez prometer nunca mais se falar..

## Desenvolvimento
Em 2020, a Don't Nod criou seu estúdio em Montreal e iniciou a produção de seu projeto inaugural, com um total de seis projetos em desenvolvimento, com vários membros da equipe de Life Is Strange e Life Is Strange 2. Uma imagem teaser foi lançada em um cenário dos anos 1990 do quarto de uma pessoa.
O estúdio considerou criar um estúdio em Montreal desde 2014, mas não o fez até a conclusão de Life Is Strange 2. Devido à propriedade da Square Enix dos direitos de publicação da franquia Life Is Strange, eles não puderam trabalhar em nenhum jogo novo, o que os levou a trabalhar em novos títulos. Como resultado, um escritório em Montreal foi estabelecido em 2020 e imediatamente iniciou o desenvolvimento e a produção de Bloom & Rage. O jogo foi anunciado no The Game Awards de 2023. Foi decidido que o jogo contaria com adultos em vez de adolescentes. Como a equipe de produção era francesa, eles contrataram duas escritoras americanas, Desiree Cifre e Nina Freeman, por seu conhecimento da cultura americana e para garantir que os personagens fossem autênticos em 2022 e 1995.
Koch revelou que o jogo está sendo trabalhado "como a base para um universo possivelmente maior", enquanto o produtor Luc Baghadoust disse que haverá mais jogos no selo Lost Records, com Bloom & Rage sendo o primeiro da série.

## Lançamento
O jogo será lançado em duas partes, com a segunda sendo lançada um mês após a primeira. Koch disse que a equipe espera que isso "nos dê espaço para deixar os eventos da história afundarem, e possivelmente até nos reunir para teorizar sobre o que acontecerá a seguir", comparando a situação a como os fãs fizeram muitas teorias entre os episódios semanais de Game of Thrones.
Bloom & Rage está previsto para ser lançado no início de 2025 para Microsoft Windows, Xbox Series X/S e PlayStation 5. It was previously scheduled to be release in late 2024, estava programado para ser lançado no final de 2024, mas foi transferido para a data de lançamento atual para evitar competição com Life is Strange: Double Exposure.